# Quintus Marcius Turbo

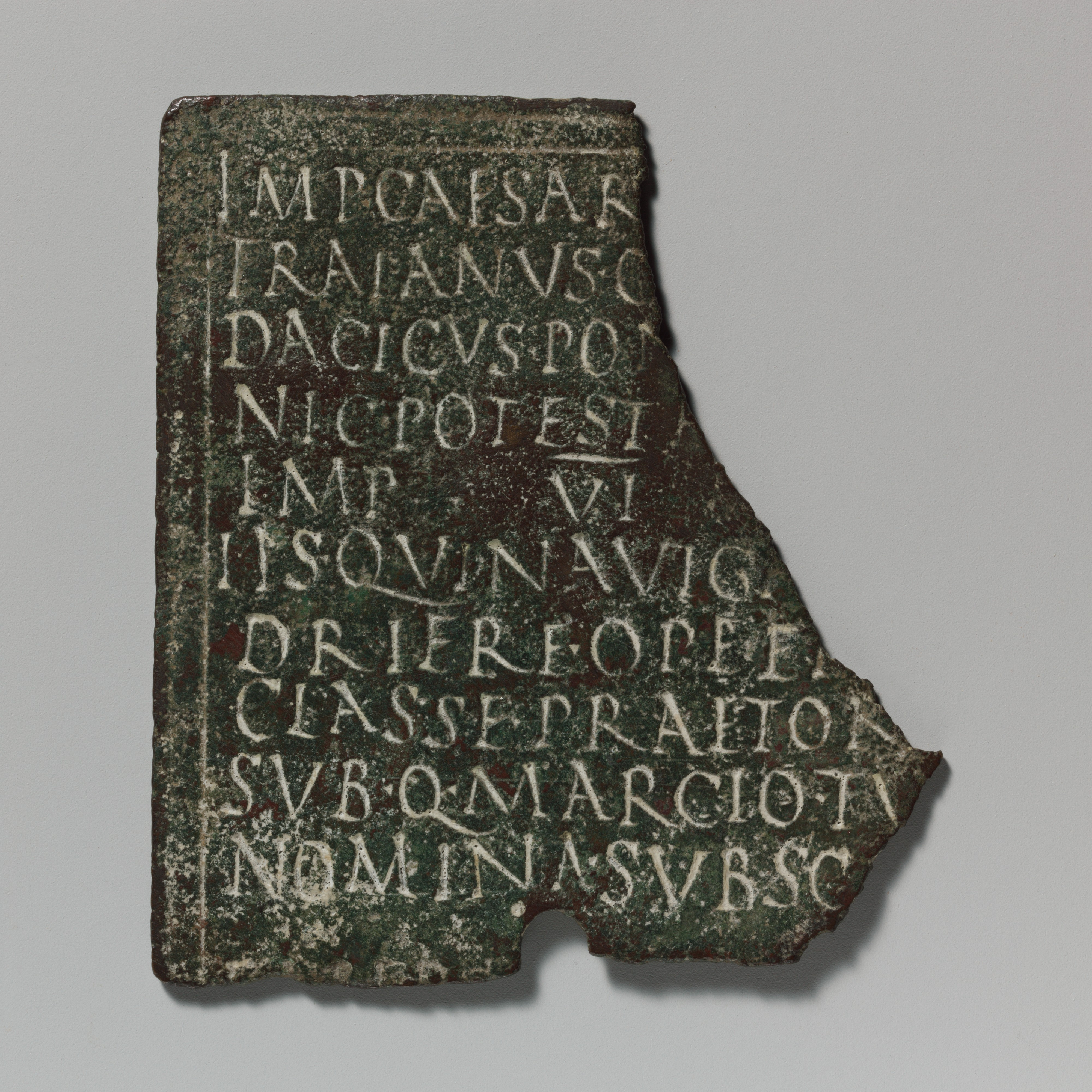
Ein Militärdiplom von 114 n. Chr.

Quintus Marcius Turbo Fronto Publicius Severus war ein römischer Politiker, Militär und Prätorianerpräfekt zur Zeit der Kaiser Trajan und Hadrian.
Um das Jahr 95 war Turbo Zenturio in der legio II Adiutrix in Aquincum und seither mit Hadrian, der Statthalter von Pannonia inferior war, befreundet. Nach einigen städtischen Tribunaten bei den vigiles, den equites singulares und den Prätorianern war er von 110/111 bis 113 als procurator ludi magni Vorsteher der größten Gladiatorenschule von Rom. Danach wurde er spätestens im Sommer 113 praefectus classis Misenensis (Präfekt der Flotte von Misenum); als solcher ist er Ende Sommer 114 belegt. Turbo nahm in den Jahren 114–116 als Flottenpräfekt in Trajans Stab am parthischen Krieg teil und erhielt für seine Verdienste dort die dona militaria. Ebenfalls als Flottenpräfekt wurden ihm weitere Aufgaben, wie die Unterdrückung der jüdischen Aufstände (sogenannter Diasporaaufstand) in Ägypten und der Kyrenaika oder der Unruhen in Mauretanien, aufgetragen. Turbos Einsatz in Ägypten und in der Kyrenaika dauerte vom Ende 116 oder Anfang 117 bis in den Spätsommer 117, die Disziplinierungsaktion in Mauretanien vom Frühherbst 117 bis spätestens Anfang 118.
Anschließend wurde Turbo aufgetragen, gegen die in der Großen Ungarischen Tiefebene lebenden sarmatischen Jazygen vorzugehen, welche die erst jüngst organisierte Provinz Dakien ernsthaft bedrohten. Damit er seine Aufgabe erfüllen konnte, gewährte man ihm im Verlauf des Jahres 118 die Statthalterschaft zugleich über Oberdakien und Niederpannonien. Durch ein Militärdiplom ist belegt, dass er bis spätestens im Frühjahr 119 in Niederpannonien durch Lucius Cornelius Latinianus als Statthalter abgelöst wurde, während ein weiteres Diplom belegt, dass er noch am 12. November 119 Statthalter von Oberdakien war. Wahrscheinlich noch im Jahr 118 erfolgte die Ernennung zum Prätorianerpräfekten. Er bekleidete dieses Amt zusammen mit Gaius Septicius Clarus, der als Adressat mehrerer Plinius-Briefe bekannt ist. Aus der Zeit seiner Präfektur ist außer seiner sprichwörtlichen Tüchtigkeit wenig bekannt und auch das Ende seiner Amtszeit ist nicht bekannt.